# Heterobrissus hystrix
Espèce
Heterobrissus hystrix est une espèce d'oursins de l'ordre des Spatangoida.

## Description
C'est un gros oursin sombre, ovale, très aplati et aux épines particulièrement longues. Comme tous les Spatangoida, c'est un oursin dit « irrégulier », ayant perdu son appareil masticateur (Lanterne d'Aristote) au cours de l'évolution. Il a également perdu sa symétrie radiale, et la bouche et l'anus ont migré chacun vers un bord du corps pour créer un « avant » opposé à un « arrière », et donc un sens de locomotion préférentiel (contrairement à la plupart des autres oursins).

## Répartition et habitat
C'est un oursin d'eaux profondes, qu'on trouve en Atlantique Ouest tropical, notamment aux Caraïbes et jusqu'en Colombie.
Il fréquente principalement les fonds sableux et vaseux, où il se nourrit de matière organique en filtrant le substrat.